# Gunborg Kernell
Gunborg Kernell, född 28 maj 1912 i Stockholm, död 13 maj 1990 i Åsbo i Boxholms kommun, var en svensk målare och grafiker. Hon var gift med Yngve Kernell.
Kernell studerade vid Edward Berggren och Otte Skölds målarskola i Stockholm och vid Maison Watteau och Académie Colarossi i Paris 1931 och 1934, samt grafikhantering för Philip von Schantz 1963 och vid Lunnevads folkhögskola 1974 och 1975.
Hennes konst består av landskap och porträtt. Vid sidan av sitt eget bildskapande var hon även verksam som kursledare vid ett flertal krokikurser på Vendelsö folkskola i Vendelsö. 
Kernell är representerad vid Östergötlands museum, Statens konstråd, och Östergötlands läns landsting, Västmanlands läns landsting, Hallands läns landsting, Norrbottens läns landsting, Västerbottens läns landsting, Sala kommun, Haninge kommun, Halmstad kommun, Karlstad kommun, Mjölby kommun, Tranås kommun, Motala kommun och Innsbruck.